# Chandrashekhar Agashe

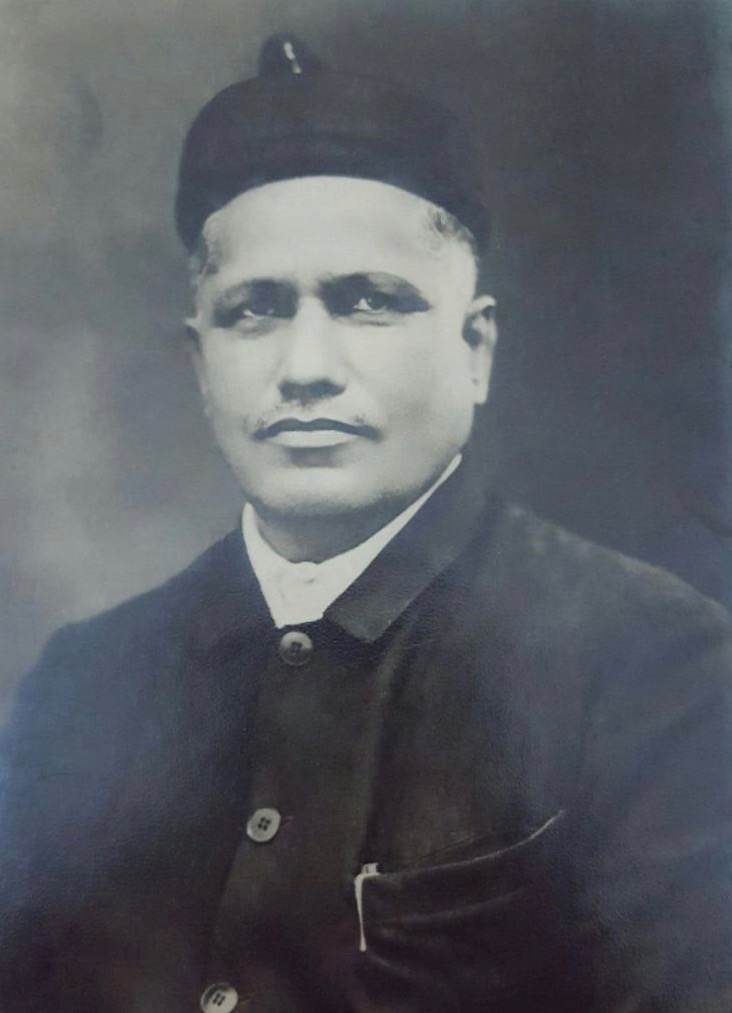

Chandrashekhar Agashe (Marathi: चंद्रशेखर आगाशे; IAST: Candraśekhara Āgāśe; 14 lutego 1888 — 9 czerwca 1956) był indyjskim przemysłowcem i prawnikiem, najlepiej zapamiętanym jako założyciel Brihan Maharashtra Sugar Syndicate Ltd. Pełnił funkcję dyrektora zarządzającego dyrektor firmy od jej powstania w 1934 roku do śmierci w 1956 roku.